# Radio Aktiv
Radio Aktiv je pulsko-zagrebački glazbeni sastav aktivan od 2009. godine.

## Biografija
Radio Aktiv je autorski rock/ska/reggae bend aktivan od 2009. godine. Nakon dvostruke titule najboljeg mladog benda Hrvatske na najvećim hrvatskim demo festivalima (HGF / HR Demo Klub, 2011.) 2012. objavljuju odlično prihvaćeni album prvijenac “Grije nas isto sunce” (Aquarius Records / Spona). Sljedeće godine dolaze nova priznanja struke u vidu nominacije za Porin u kategoriji "Novi izvođač godine" te “Fender Mega Muzika” nagrade za najbolji mladi bend. Uspješne singlove i zapažene nastupe 2015. zaokružuju objavom drugog studijskog albuma “Stvarnost između reklama” (Aquarius Records / Spona), koji je sjajno prihvaćen kod publike i struke, a donosi svirački i autorski napredak benda. Diskografsku aktivnost svo vrijeme prate i energični nastupi u klubovima i na festivalima diljem Hrvatske, Slovenije, BiH i Makedonije. Dugoočekivani treći studijski album „Zbiljske vježbe“ (Aquarius Records / Spona) nakon pet najavnih singlova objavljuju u travnju 2023. te nastavljaju s koncertnim aktivnostima i radom na novim materijalima.  

## Članovi sastava
- Branimir Čubrilo - vokal, gitara
- Marko Brezarić - gitara, vokal
- Mario Budimir - bubnjevi, udaraljke
- Rudi Šrekais - bas gitara, vokal
- Antonio Fabekovec - truba, klavijature, vokal

## Diskografija

### Albumi
- Grije nas isto sunce (listopad 2012., Aquarius Records / Spona)
- Stvarnost između reklama (travanj 2015., Aquarius Records / Spona)
- Zbiljske vježbe (travanj 2023., Aquarius Records / Spona)

### Singlovi
- "Vrtimo se" (veljača 2012.)
- "Svaku noć, svaki dan" (srpanj 2012.)
- "Vremenu na volju" (veljača 2013.)
- "Senzacija" (lipanj 2013.)
- "Stvaran svijet" (veljača 2014.)
- "Isto sunce" (listopad 2014.)
- "Jure, žure" (travanj 2015.)
- "Ovo nije san (feat. Geby)" (studeni 2015.)
- "Par minuta ljeta" (srpanj 2016.)
- "Ostavimo trag" (veljača 2017.)
- "Zašto ne pokažemo djeci?" (siječanj 2018.)
- "Neki bolji svijet" (svibanj 2019.)
- "Daleko od svega" (studeni 2021.)
- "U zemlji snova" (svibanj 2022.)
- "Svaki tjedan" (siječanj 2023.)
- "Ima li života prije smrti" (siječanj 2024.)
- "Ne brini" (ožujak 2024.)

### Neslužbena izdanja
- Vrtimo se - Promo EP (prosinac 2009.)
- Pravda (ožujak 2011.)

## Vanjske poveznice
- Službena Facebook stranica Službena Instagram stranica